# 包芽树科
包芽树科共有3属约20种，分布在非洲的热带地区和东南亚，中国有2种—大叶苞芽木（Irvingia grandifolia）和野生芒果(Irvingia gabonensis），生长在云南和南岭以南地区。
本科植物为乔木；单叶互生，革质，托叶明显，长大，包裹着顶芽；花小，花瓣5；果实为核果。有的品种的木材可用。

## 属
- Desbordesia
- Irvingia
- Klainedoxa

1981年的克朗奎斯特分类法将各属分别列在苦木科中，属于无患子目，1998年根据基因亲缘关系分类的APG 分类法认为应该单独分出一个科，属于金虎尾目， 2003年经过修订的APG II 分类法维持原分类。